# Lactarius nothofagi
Lactarius nothofagi är en svampart som beskrevs av R. Heim 1951. Lactarius nothofagi ingår i släktet riskor och familjen kremlor och riskor.   Inga underarter finns listade i Catalogue of Life.